# Масполи, Роке Гастон
Ро́ке Гасто́н Ма́споли Арбельви́де (исп. Roque Gastón Máspoli Arbelvide; 12 октября 1917, Монтевидео — 22 февраля 2004, Монтевидео) — уругвайский футболист, вратарь, тренер. Занял шестое место по опросу МФФИИС среди всех вратарей XX века в Южной Америке.

## Биография
Масполи — легенда уругвайского футбола, он один из тех, с кем связывают победу сборной Уругвая на чемпионате мира 1950 года. Из его 19-летней карьеры вратаря, 14 он посвятил игре за «Пеньяроль», команде, впоследствии которую он не раз принимал в качестве тренера. Он стал лучшим вратарем чемпионата мира 1950 года, получив приз, впоследствии названный премией Яшина. В финале чемпионата мира он совершил одну единственную ошибку, после чего забил Фриаса, но это не помогло бразильцам, а Масполи стал чемпионом мира на глазах 200 тысяч разочарованных бразильских болельщиков.
Масполи тренировал «Пеньяроль», с которым выиграл пять национальных чемпионатов, Кубок Либертадорес и Межконтинентальный кубок, руководил командами в Испании, Перу, Парагвае, Эквадоре. «Пеньяроль» впервые возглавил ещё в 1955 году в тандеме с Обдулио Варелой. Затем ещё шесть раз тренировал «чёрно-золотых». Он возглавлял сборную Уругвая на турнире с участием стран-чемпионов мира «Мундиалито» в 1980—1981 годах в Монтевидео, который его подопечные убедительно выиграли. Его многолетняя тренерская карьера окончилась в качестве наставника сборной Уругвая в возрасте 80 лет, ставшим рекордном для любого тренера любой сборной команды мира в истории футбола — уругвайцы не пробились в финальную стадию ЧМ-1998 во Франции.
22 февраля 2004 года Масполи умер от сердечного приступа в родном городе Монтевидео.

## Достижения
Командные
- Чемпион Уругвая (6): 1944, 1945, 1949, 1951, 1953, 1954
- Чемпион мира: 1950
- 4-е место на чемпионате мира: 1954

Тренерские
- Чемпион Уругвая (5): 1964, 1965, 1967, 1985, 1986
- Чемпион Перу: 1973
- Чемпион Эквадора: 1987
- Обладатель Кубка Либертадорес: 1966
- Обладатель Межконтинентального кубка: 1966
- Обладатель Золотого кубка чемпионов мира («Мундиалито»): 1980

Личные
- Лучший вратарь чемпионата мира: 1950